# Serie Latinoamericana 2013
La Serie Latinoamericana 2013 fue la primera edición de la Serie Latinoamericana, evento deportivo de béisbol disputado por los equipos campeones de las ligas invernales profesionales que conforman la Asociación Latinoamericana de Béisbol Profesional (ALBP): Colombia (LCBP), México (LIV), Nicaragua (LBPN) y Panamá (LPBP). Se llevó a cabo en el Parque Deportivo Universitario "Beto Ávila", en Veracruz, Veracruz, México, del 1 al 4 de febrero de 2013.

## Equipos participantes
Los equipos participantes en el torneo fueron los campeones de sus respectivas ligas:
| País      | Liga                                   | Equipo                   |
| --------- | -------------------------------------- | ------------------------ |
| Colombia  | Liga Colombiana de Béisbol Profesional | Caimanes de Barranquilla |
| México    | Liga Invernal Veracruzana              | Brujos de Los Tuxtlas    |
| Nicaragua | Liga de Béisbol Profesional Nacional   | Tigres de Chinandega     |
| Panamá    | Liga Profesional de Béisbol de Panamá  | Caballos de Coclé        |

## Formato del torneo
La primera edición de la Serie Latinoamericana se jugará de la siguiente manera:
Jornada inaugural (viernes 1.° de febrero) 
- (Juego 1) 15:00 horas Panamá vs. Colombia.
- (Juego 2) 20:00 horas Nicaragua vs. México.

Segunda jornada. (sábado 2 de febrero)
- (Juego 3) 15:00 horas Perdedor del juego 1 vs. Perdedor del juego 2
- (Juego 4) 20:00 horas Ganador del juego 1 vs. Ganador del juego 2

Nota: El equipo ganador del Juego 4, avanza directamente a la Gran Final.
Tercera jornada. (domingo 3 de febrero)
- (Juego 5) 18:00 horas Ganador del juego 3 vs. Perdedor del juego 4

Jornada final. (lunes 4 de febrero)
- (Juego 6) 20:00 horas Ganador del juego 4 vs. Ganador del juego 5 (Gran final)

## Mapa del torneo
|  | Preliminares | Preliminares | Preliminares |          |    | Semifinales | Semifinales | Semifinales |  |    | Final  | Final | Final |  |
|  |              |              |              |          |    |             |             |             |  |    |        |       |       |  |
|  |              |              |              |          |    |             |             |             |  |    |        |       |       |  |
|  | -            | Caballos     | 4            |          |    |             |             |             |  |    |        |       |       |  |
|  | -            | Caballos     | 4            |          |    |             |             |             |  |    |        |       |       |  |
|  | -            | Caimanes     | 2            |          |    |             |             |             |  |    |        |       |       |  |
|  | -            | Caimanes     | 2            |          | G1 | Caballos    | 1           |             |  |    |        |       |       |  |
|  |              |              |              |          | G1 | Caballos    | 1           |             |  |    |        |       |       |  |
|  |              |              | G2           | Tigres   | 7  |             |             |             |  |    |        |       |       |  |
|  | -            | Tigres       | G2           | Tigres   | 7  | 4           |             |             |  |    |        |       |       |  |
|  | -            | Tigres       |              |          |    |             |             |             |  |    |        |       |       |  |
|  | -            | Brujos       | 0            |          |    |             |             |             |  |    |        |       |       |  |
|  | -            | Brujos       | 0            |          |    |             |             |             |  | G4 | Tigres | 0     |       |  |
|  |              |              |              |          |    |             |             |             |  | G4 | Tigres | 0     |       |  |
|  |              |              | G5           | Brujos   | 1  |             |             |             |  |    |        |       |       |  |
|  | P1           | Caimanes     | G5           | Brujos   | 1  | 1           |             |             |  |    |        |       |       |  |
|  | P1           | Caimanes     |              |          |    |             |             |             |  |    |        |       |       |  |
|  | P2           | Brujos       | 3            |          |    |             |             |             |  |    |        |       |       |  |
|  | P2           | Brujos       | 3            |          | G3 | Brujos      | 7           |             |  |    |        |       |       |  |
|  |              |              |              |          | G3 | Brujos      | 7           |             |  |    |        |       |       |  |
|  |              |              | P4           | Caballos | 0  |             |             |             |  |    |        |       |       |  |
|  |              |              | P4           | Caballos | 0  |             |             |             |  |    |        |       |       |  |
|  |              |              |              |          |    |             |             |             |  |    |        |       |       |  |
|  |              |              |              |          |    |             |             |             |  |    |        |       |       |  |
|  |              |              |              |          |    |             |             |             |  |    |        |       |       |  |
|  |              |              |              |          |    |             |             |             |  |    |        |       |       |  |

## Resultados

### Juego 1
1 de febrero.
| Equipo                   | 1 | 2 | 3 | 4 | 5 | 6 | 7 | 8 | 9 | C | H  | E |
| ------------------------ | - | - | - | - | - | - | - | - | - | - | -- | - |
| Caballos de Coclé        | 0 | 1 | 2 | 1 | 0 | 0 | 0 | 0 | 0 | 4 | 12 | 1 |
| Caimanes de Barranquilla | 0 | 0 | 0 | 0 | 0 | 0 | 2 | 0 | 0 | 2 | 5  | 4 |

- Reporte

### Juego 2
1 de febrero.
| Equipo                | 1 | 2 | 3 | 4 | 5 | 6 | 7 | 8 | 9 | C | H | E |
| --------------------- | - | - | - | - | - | - | - | - | - | - | - | - |
| Tigres de Chinandega  | 0 | 0 | 1 | 0 | 0 | 0 | 2 | 1 | 0 | 4 | 8 | 0 |
| Brujos de Los Tuxtlas | 0 | 0 | 0 | 0 | 0 | 0 | 0 | 0 | 0 | 0 | 2 | 0 |

- Reporte

### Juego 3
2 de febrero.
| Equipo                   | 1 | 2 | 3 | 4 | 5 | 6 | 7 | 8 | 9 | C | H | E |
| ------------------------ | - | - | - | - | - | - | - | - | - | - | - | - |
| Caimanes de Barranquilla | 0 | 0 | 0 | 0 | 0 | 0 | 1 | 0 | 0 | 1 | 6 | 0 |
| Brujos de Los Tuxtlas    | 0 | 0 | 0 | 0 | 0 | 1 | 2 | 0 | X | 3 | 4 | 0 |

- Reporte (enlace roto disponible en Internet Archive; véase el historial, la primera versión y la última).

### Juego 4
2 de febrero.
| Equipo               | 1 | 2 | 3 | 4 | 5 | 6 | 7 | 8 | 9 | C | H  | E |
| -------------------- | - | - | - | - | - | - | - | - | - | - | -- | - |
| Caballos de Coclé    | 1 | 0 | 0 | 0 | 0 | 0 | 0 | 0 | 0 | 1 | 6  | 1 |
| Tigres de Chinandega | 0 | 0 | 0 | 3 | 2 | 0 | 2 | 0 | X | 7 | 10 | 1 |

- Reporte (enlace roto disponible en Internet Archive; véase el historial, la primera versión y la última).

### Juego 5
3 de febrero.
| Equipo                | 1 | 2 | 3 | 4 | 5 | 6 | 7 | 8 | 9 | C | H | E |
| --------------------- | - | - | - | - | - | - | - | - | - | - | - | - |
| Brujos de los Tuxtlas | 0 | 0 | 3 | 0 | 3 | 0 | 1 | 0 | 0 | 7 | 8 | 1 |
| Caballos de Coclé     | 0 | 0 | 0 | 0 | 0 | 0 | 0 | 0 | 0 | 0 | 4 | 2 |

- Reporte (enlace roto disponible en Internet Archive; véase el historial, la primera versión y la última).

### Juego 6
4 de febrero.
| Equipo                | 1 | 2 | 3 | 4 | 5 | 6 | 7 | 8 | 9 | C | H | E |
| --------------------- | - | - | - | - | - | - | - | - | - | - | - | - |
| Brujos de Los Tuxtlas | 0 | 0 | 0 | 0 | 1 | 0 | 0 | 0 | 0 | 1 | 5 | 0 |
| Tigres de Chinandega  | 0 | 0 | 0 | 0 | 0 | 0 | 0 | 0 | 0 | 0 | 6 | 2 |

- Reporte (enlace roto disponible en Internet Archive; véase el historial, la primera versión y la última).

| México                                      |
| Campeón Brujos de Los Tuxtlas Primer título |